# Registro generale degli indirizzi elettronici
Il Registro generale degli indirizzi elettronici (ReGIndE) nel diritto italiano è un elenco gestito dal Ministero della Giustizia.
Vi figurano tutti i soggetti abilitati esterni al Ministero che intendano interagire con un ufficio giudiziario per via telematica.
I dati essenziali dei soggetti abilitati esterni (SAE) presenti nel ReGIndE sono: 
- il nome e cognome
- il codice fiscale
- l'indirizzo di Posta Elettronica Certificata.

Il contenuto del ReGIndE è consultabile anche dai soggetti abilitati stessi, tramite un punto di accesso al processo civile telematico o autenticandosi al Portale PST Giustizia.